# Dudgeonea polyastra
Dudgeonea polyastra is een vlinder uit de familie van de Dudgeoneidae. De wetenschappelijke naam van de soort is voor het eerst geldig gepubliceerd in 1933 door Turner.